# Ḱ
Ḱ – litera określana również jako K z ostrym akcentem.
Litera jest wykorzystywana w:
- ormiańskiej ortografii łacińskiej
- jako transliteracja cyrylicy Ќ, używanej w języku macedońskim[1]
- w dialekcie saanicz
- w ortografii łacińskiej Santali
- w transliteracji alfabetu Kharoszti
- jako reprezentująca fonem Proto-Indo-Europejski */kʲ/